# Trần Đình Luyến
Trần Đình Luyến là chính trị gia người Việt Nam. Ông nguyên là Chủ tịch Hội đồng nhân dân tỉnh Quảng Bình, Bí thư Tỉnh ủy Quảng Bình (1991-1996), Giám đốc Công an tỉnh Bình Trị Thiên.

## Tiểu sử
Trần Đình Luyến - sinh 1930 tại thôn Thọ Linh xã Quảng Sơn, huyện Quảng Trạch (nay thuộc Thị xã Ba Đồn), Quảng Bình, miền Trung Việt Nam. Ông nguyên là một cán bộ Ty Công an Quảng Bình thuộc Bộ Công an Việt Nam. Cuối năm 1964, ông là một trong 40 cán bộ công an trong toàn ngành công an được Bộ Công an cho tập huấn cấp tốc và điều động vào chi viện cho An ninh miền nam Việt Nam, trong hồ sơ đi B mang mật danh Trần Quốc Toản. Đầu mùa xuân năm 1965, đoàn cán bộ đó đã có mặt ở tỉnh Thừa Thiên sau một tháng hành quân bộ băng rừng Trường Sơn, ông hoạt động bí mật chỉ đạo mạng lưới An ninh tại phía nam Thành phố Huế. Năm 1969 ông bị bệnh phải ra Bắc, được nhà nước cho ra nước ngoài điều trị bệnh tại Triều Tiên và khi về nước công tác tại Bộ Công An.
Năm 1974 ông Trần Đình Luyến là Phó ty Công An Quảng Bình, năm 1986 là Giám đốc Công an tỉnh Bình Trị Thiên tr.
Năm 1991, tại Đại hội Đảng bộ tỉnh Quảng Bình lần thứ 11 tại thị xã Đồng Hới, ông Trần Đình Luyến được bầu làm Bí thư Tỉnh ủy Quảng Bình. Ông giữ chức vụ này đến năm 1996.
Ngày 24 tháng 10 năm 1992, tại kỳ họp thứ 13, Hội đồng nhân dân tỉnh Quảng Bình khóa 1, ông được bầu bổ sung giữ chức vụ Chủ tịch Hội đồng nhân dân tỉnh Quảng Bình.